# Katzenrüti
Katzenrüti (auch Chatzenrüti geschrieben) ist ein Weiler in der Gemeinde Rümlang im Bezirk Dielsdorf des Kantons Zürich.

## Geographie
Katzenrüti liegt südwestlich von Rümlang in der Region Glatttal im Zürcher Unterland auf 455 m ü. M.
Wenig westlich liegt die Grenze zur Gemeinde Regensdorf, welche bereits im Furttal liegt. Im Süden dagegen grenzt die Stadt Zürich mit dem Quartier Affoltern an. Diese Grenze wird meist vom Katzenbach markiert, der einer seiner Quellen im nahegelegenen Katzensee hat.

## Geschichte
Schriftlich festgehaltene frühere Namen sind Katzenriuti, Katzenrüty, Katzenrütihof sowie Katzen-Rüti.
Berühmtester Bewohner Katzenrütis war der Kleinjogg, ein Reformer der Landwirtschaft. Heute erinnert eine Gedenktafel an ihn.